# Championnat du Moyen-Orient et d'Afrique de rugby à XIII 2019
Navigation
Édition précédente Édition suivante
Le Championnat du Moyen-Orient et d'Afrique de rugby à XIII 2015 ( en anglais 2019 Middle-East and Africa Championship) est la deuxième édition du Championnat du Moyen-Orient et d'Afrique.  
Il s'agit d'une compétition de rugby à XIII opposant les équipes de la Zone « Moyen-Orient et d'Afrique  » de la fédération internationale de rugby à XIII.
En 2019, six nations africaines ont un statut reconnu auprès des instances internationales. Celles-ci appartiennent à une zone commune à l'Afrique et au Moyen-Orient. Le Liban domine largement cette zone par son niveau, comme le démontre son parcours excellent en Coupe du monde 2017 (quart de finaliste) qui lui vaut d'être qualifié automatiquement pour la Coupe du monde de 2021. 
Il y a donc matière à organiser une véritable compétition , prélude à une Coupe d'Afrique des nations de rugby à XIII. 
Cette deuxième édition a pour donc pour but de soutenir les jeunes nations africaines naissantes et permettre le retour du Maroc, en pleine refonte institutionnelle. 
Elle est organisée au Nigeria, pays dont sont issus un certain nombre de joueurs du championnat britannique de rugby à XIII. Ce pays remportant la première édition, face au Maroc en finale (38-10).

## Nations participantes
Trois nouvelles nations du rugby à XIII participent à l'évènement : le Ghana, le Nigeria (nation hôte) et le Cameroun.
Mais l'évènement est le retour du Maroc sur la scène internationale : celui-ci,  fort d'une fédération en pleine reconstruction, et d'un championnat renaissant (quatre clubs), voit ses joueurs attendre avec impatience le début de la compétition.  

## Lieu de la compétition

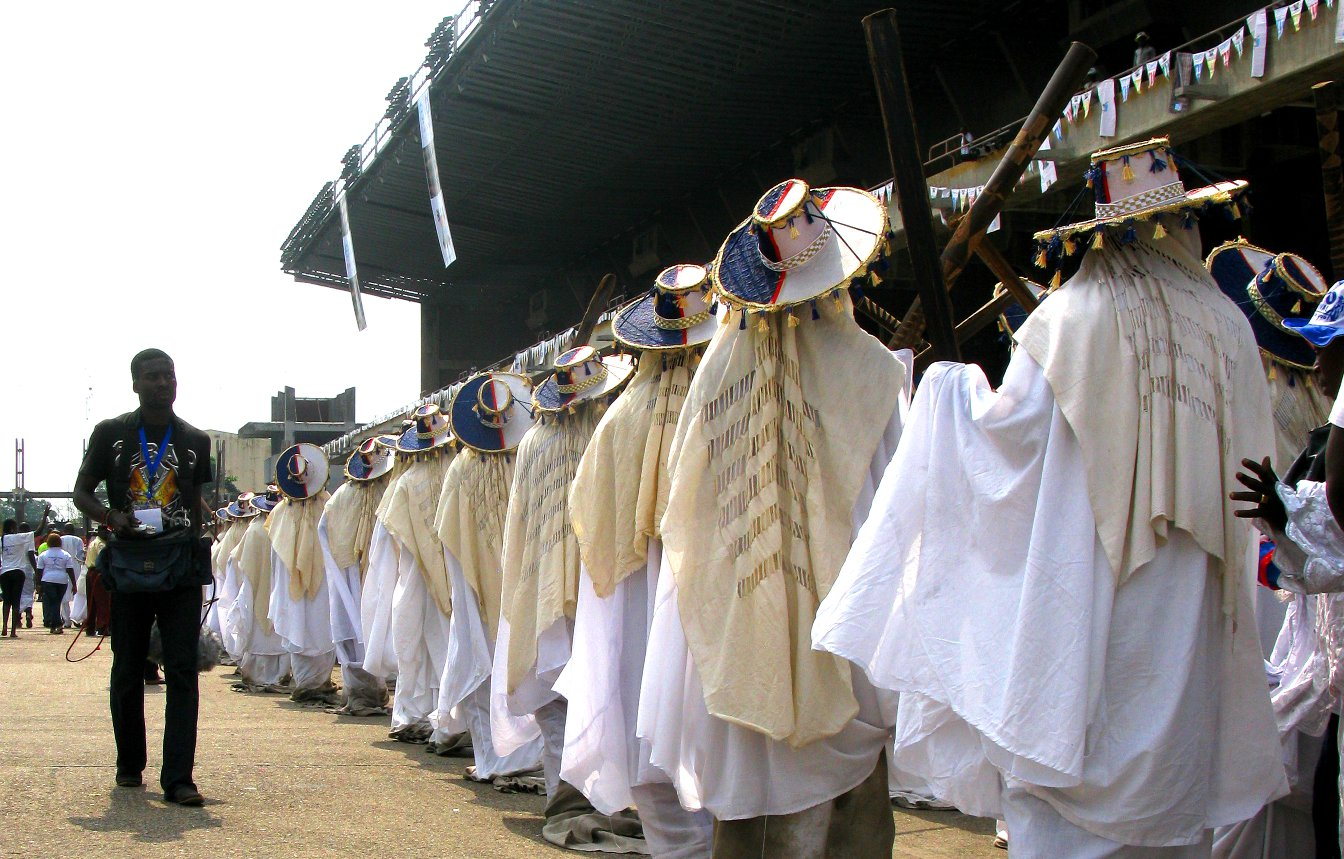
Un festival organisé au Teslim Balogun Stadium

Le Teslim Balogun Stadium situé à Lagos, la plus grande ville du Nigeria, est désigné pour accueillir la compétition. 
Il s'agit d'un stade omnisports qui accueille principalement des rencontres de football mais aussi des évènements culturels comme des festivals
C'est un stade d'une capacité d'environ 25 000 sièges, conçu par l'architecte nigérian O.C Majoroh.
Ce stade est, au mois de mai 2019, au cœur d'une crise politique et administrative confuse,  qui entraine son bouclage par les forces de police.

## Déroulement de la compétition
La compétition se déroule sur deux journées , sous la forme d'un programme double.
La première journée a lieu le 2 octobre 2019 et consiste en deux matchs.
La seconde a lieu le 5 octobre 2019 et oppose les vainqueurs des matchs de la première journée pour le titre, les vaincus de la première journée pour une petite finale.

## Première journée
| 2 octobre 2019 | Nigeria | 23-12 (8-4) | Ghana | Teslim Balogun Stadium Lagos |
| 2 octobre 2019 |         |             |       | Teslim Balogun Stadium Lagos |
| 2 octobre 2019 |         |             |       | Teslim Balogun Stadium Lagos |

Au terme d'une première mi-temps équilibrée, c'est finalement le pays hôte qui surpasse le Ghana.

| 2 octobre 2019 | Maroc | 7-4 (4-0) | Cameroun | Teslim Balogun Stadium Lagos |
| 2 octobre 2019 |       |           |          | Teslim Balogun Stadium Lagos |
| 2 octobre 2019 |       |           |          | Teslim Balogun Stadium Lagos |

Une pénalité et un drop permettent aux Marocains de battre les Camerounais auteurs d'un seul essai.

## Deuxième journée

### Finale
| 5 octobre 2019 | Nigeria | 38-10 (18-6) | Maroc | Telslim Balogun Stadium Lagos Arbitre : Kevin De La Rose |
| 5 octobre 2019 |         |              |       | Telslim Balogun Stadium Lagos Arbitre : Kevin De La Rose |
| 5 octobre 2019 |         |              |       | Telslim Balogun Stadium Lagos Arbitre : Kevin De La Rose |

### Petite finale
| 5 octobre 2019 | Ghana | 10-4 (4-4) | Cameroun | Telslim Balogun Stadium Lagos |
| 5 octobre 2019 |       |            |          | Telslim Balogun Stadium Lagos |
| 5 octobre 2019 |       |            |          | Telslim Balogun Stadium Lagos |

## Médias
La médiatisation de l'évènement est assurée, pour la presse anglophone, par Rugby Leaguer & League Express et Rugby League World (via son site totalrl.com ) et par Treize Mondial, pour les médias francophones.

## Vidéographie
Présentation officielle de l'évènement